# Villa gallo-romaine de Barat-de-Vin
La villa gallo-romaine de Barat-de-Vin est un site archéologique gallo-romain aquitain de l'Antiquité tardive, qualifié de villa antique, daté du IIIe siècle au IVe siècle réemployé à la période médiévale. Elle est située au lieu-dit de Barat-de-Vin, sur le territoire de la commune française de Sorde-l'Abbaye (Landes), dans la région Nouvelle-Aquitaine.

## Situation géographique
Le site est bordé au sud par le ruisseau de la Caoutere (ou Rio de la Caoutere), un affluent du Gave d'Oloron, tout proche. À l'est se trouve l'ancienne voie romaine qui reliait Bordeaux (Burdigala) et Astorga (Asturica Augusta, en Espagne), indiquée comme l'Iter XXXIV de l'Itinéraire d'Antonin,.
La villa est isolée par rapport au village de Sorde-l'Abbaye (plus d'1 km au sud-est de celui-ci), à l'époque une modeste agglomération gallo-romaine nommée Sordo ou Sordi. Une autre villa gallo-romaine, dite « des Abbés », est située dans le bourg actuel, sous l'ancienne abbaye bénédictine,.
À l'heure actuelle, le site est situé au sud de la D29 (ou route de Salies), au milieu des champs, à proximité de la ferme de Barat-de-Vin (bordant la parcelle à l'ouest),.

## Historique du site
Les vestiges du site de Barat-de-Vin sont découverts et explorés pendant la seconde moitié du XIXe siècle. Redécouverts dans les années 1950, des sondages sont effectués entre 1957 et 1959. Le site est fouillé peu après par Jean Lauffray et son équipe, pendant plusieurs campagnes estivales de 1964 à 1966,.
Tout d'abord propriété privée, le site passe en 1970 sous la tutelle du Ministère de la Culture, avant que le Département des Landes en devienne propriétaire dans les années 2000,.
La villa est incluse dans un site classé le 26 octobre 1973, avant d'être inscrite aux Monuments historiques le 9 septembre 1997,.
Aujourd'hui, le site possède toujours un grand intérêt archéologique, avec les trois quarts de son potentiel intact. Il n'est pas visitable actuellement et se détériore depuis les fouilles dans années 1960. Un projet de fouilles est relancé par la Communauté de communes Pays d'Orthe et Arrigans[réf. nécessaire].

## Description du site

### Architecture
L'édifice est formé d'un ensemble de deux bâtiments gallo-romains, partiellement conservés. Les derniers niveaux d'occupation (fin IVe siècle) ont été mises à jour. Le premier, celui du nord, a été partiellement dégagé ; le second, celui du sud, a été complètement dégagé. Le gros-œuvre est en appareil mixte, en moellon et en galet.
Le second bâtiment est situé entre une cour jardin et une terrasse surplombant le cours d'eau proche. Il est constitué d'une galerie ouverte, dont il ne reste que les superstructures (murs de 5m de haut, portes cintrées, fenêtres), qui faisait le lien entre un bâtiment partiellement déterré et un balneum dégagé, situé à l'ouest.
Ces thermes sont datés du IIIe siècle, époque présumée de la mise en place du site, et ont du être transformés au IVe siècle, avec des pavements du milieu et de la fin du IVe siècle. Ils sont constitués de sept pièces (dont au moins un frigidarium et une piscine froide).

### Mosaïques
Les différentes parties des thermes présentent des pavements en mosaïque de l'École d'Aquitaine, datant du IVe siècle. Ils présentent des ornements aux motifs de forme géométrique et végétaux.
Le pavement du frigidarium a été restaurée en 1967 par la SCORA, et est partiellement conservé au dépôt archéologique de l'abbaye d'Arthous (à Hastingues) ainsi qu'au Bureau archéologique antique du sud-ouest à Pau. Celui de la piscine froide, détérioré, a été laissé en place et recouvert. Des restes fragmentaires ont aussi été retrouvés dans une pièce au nord-est du balnéaire.

## Postérité
Malgré l'absence de vestiges médiévaux (indiquant la réutilisation probables des constructions antiques), le site semble avoir été occupé après l'Antiquité. L'ancienne église Saint-Martin de Misson peut y être située. Donnée au XIIe siècle à l'abbaye Saint-Jean de Sorde, la chapelle et son cimetière sont mentionnés en 1739, proche de la ferme de Barat-de-Vin. Cette chapelle est indiquée en ruines sur la carte de Cassini,.

## Interprétation du site
Si le site gallo-romain de Barat-de-Vin a été très vite qualifié de « villa », soit une demeure aristocratique rurale gallo-romaine, une autre hypothèse tend à montrer qu'il pourrait s'agir d'un relais-routier. Sa situation géographique, sur la voie romaine de Bordeaux-Astorga, entre Garris et Dax, ainsi que la présence de balnéaires importants pourraient en être des preuves. Néanmoins, en l'absence de nouvelles recherches et données, il est difficile de trancher,.